# Baselios Mar Thoma Didymos I
Baselios Mar Thoma Didymos I (imię świeckie Thomas Mulamootil, ur. 29 października 1921 w Nedumbram, zm. 26 maja 2014 w Parumali) – duchowny Malankarskiego Kościoła Ortodoksyjnego, w latach 2006-2014 Katolikos Wschodu i zwierzchnik tegoż Kościoła. 

## Życiorys
11 marca 1942 został wyświęcony na subdiakona, a 22 maja 1947 na diakona. Święcenia kapłańskie przyjął 25 stycznia 1950. 16 maja 1965 złożył śluby zakonne. 28 grudnia 1965 został wybrany na biskupa. Sakrę otrzymał 24 sierpnia 1966 z rąk katolikosa Bazylego Eugeniusza I i objął rządy w diecezji Malabar. Jako biskup przyjął imię Tymoteusz. 10 września 1992 roku został wybrany na przyszłego katolikosa, urząd objął w roku 2006, po śmierci poprzednika. Zmarł 26 maja 2014.
Jego doczesne szczątki spoczęły w klasztorze Tabor, a następcą na stolicy św. Tomasza został Baselios Mar Thoma Paulose II.